# El Juicio de Paris (Lucas Cranach)

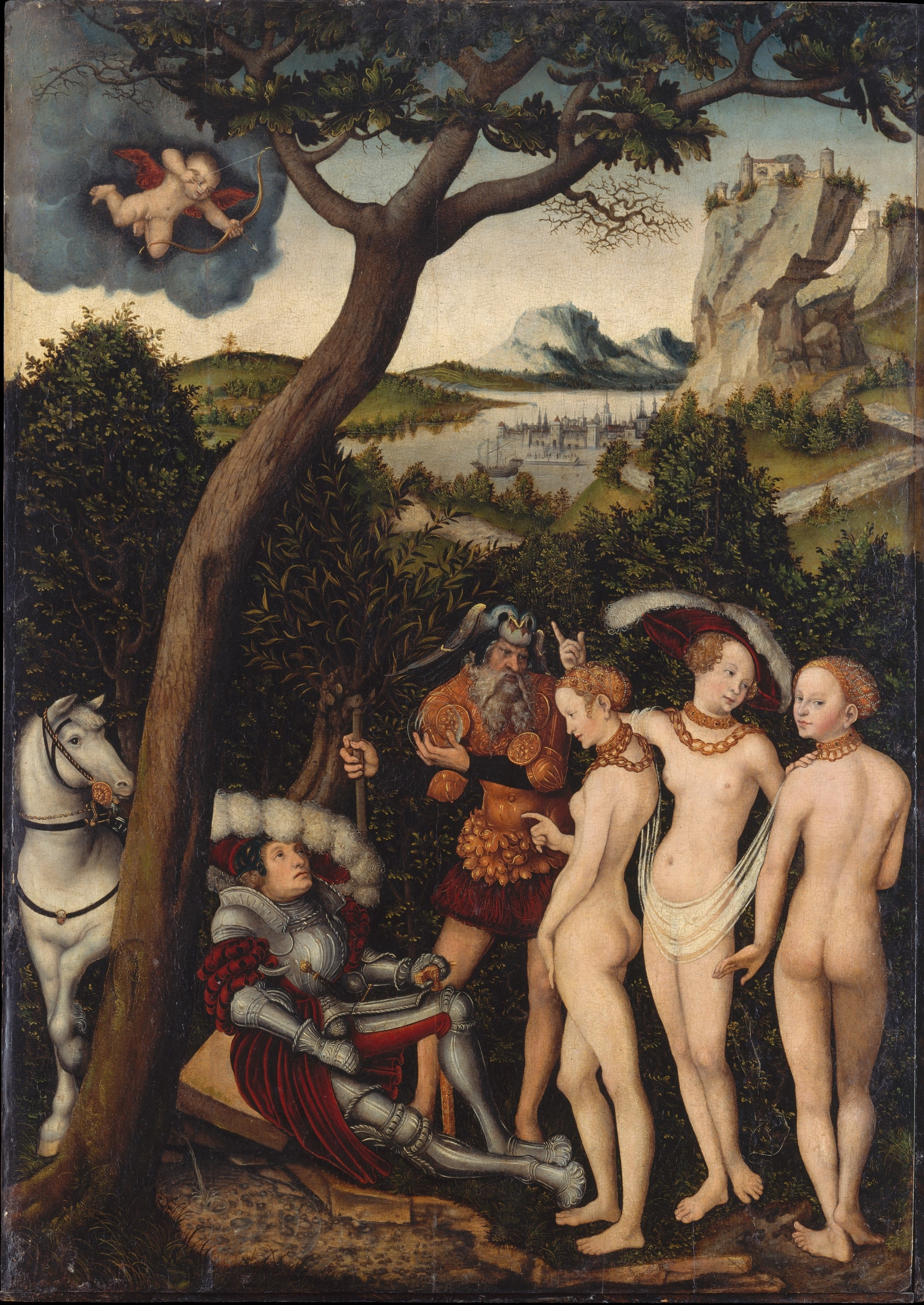
El Juicio de Paris, 1528, Lucas Cranach. Museo Metropolitano de Arte, Nueva York.

El Juicio de Páris (en alemán, Das Urteil des Paris) es una pintura al óleo sobre lienzo pintada hacia 1528 por el pintor alemán del Renacimiento Lucas Cranach el Viejo que se encuentra actualmente en el Museo Metropolitano de Arte, de Nueva York.
Lucas Cranach, que fue pintor de cámara en la corte de los príncipes electores de Sajonia, en Wittenberg, pintó para sus respectivos mecenas variadas versiones de la mitológica Venus, así como del episodio mitológico del Juicio de Paris del que se conocen por lo menos seis versiones más además de las que constan en este artículo.
La obra está firmada a la derecha abajo, sobre la roca, con una serpiente alada que fue el símbolo usado por Cranach como firma.

## Mito
Júpiter dio un banquete para celebrar la boda de Peleo y Tetis, pero no invitó a Eris, diosa de la discordia, para no estropear la fiesta. Irritada por la afrenta, Eris irrumpió en el banquete y lanzó sobre la mesa una manzana de oro en la cual estaba escrito "para la más bella", o "para la más merecedora" (kallistēi, καλλίστῃ, en griego).
Tres diosas reivindicaron entonces la manzana, Minerva, Venus y Juno, y pidieron a Júpiter juzgar cuál de ellas era la más merecedora. Este, reacio a favorecer  a nadie, decidió que Paris, el mortal hijo del rey de Troya, juzgaría el caso, pues había recientemente mostrado su clarividencia en un concurso en que Marte en forma de toro había derrotado a un toro ganador, y Paris, sin vacilación, había otorgado el premio al dios.
Así sucedió que, teniendo a Mercurio como guía, las tres diosas fueron hasta Paris en el monte Ida (Creta), donde ejercía como pastor. Mientras Paris las aprecia, cada una usa sus poderes para conquistarlo. Juno le ofreció hacerlo rey de Europa y de Asia, Minerva le ofreció sabiduría y habilidad en la guerra, y Venus, que tuvo la ayuda de las Gracias y de las Horas para mejorar sus encantos con flores y música, le ofreció a la mujer más bella del mundo que era Helena de Esparta, esposa del rey griego Menelao. Para acceder a este obsequio, Paris escogió a Venus y le concedió la manzana de oro, tras lo cual embarcó para Esparta para conquistar a Helena y traerla a Troya, desencadenando así la Guerra de Troya.

## Descripción

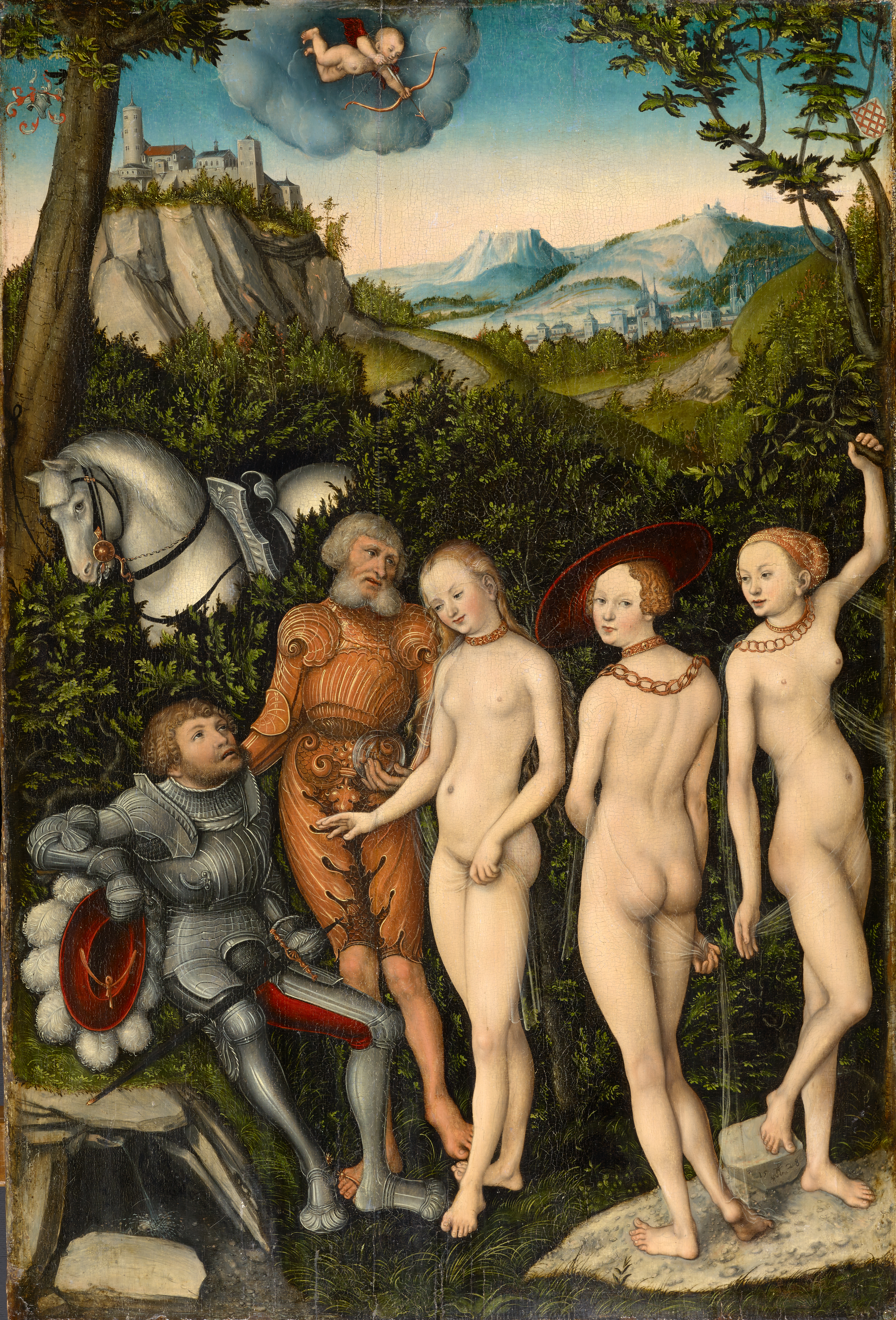
El Juicio de Paris, 1528; Lucas Cranach, Museo de Bellas Artes, Basilea.

Paris, amodorrado y usando una armadura contemporánea del pintor, decide cual de las tres diosas es la más merecedora: Minerva, Venus y Juno. Mercurio, también con armadura, que las acompaña, sujeta el premio codiciado, que en el mito es una manzana dorada y en la pintura se transforma en una esfera de vidrio, mientras Cupido, en el cielo, apunta con su flecha a Venus, señalando de este modo la decisión de París a favor de la diosa del amor.
Aunque a veces se considere que los rostros de las tres diosas serían retratos de damas de la corte sajona, sus trazos parecen demasiado genéricos para tal posibilidad. Las figuras de las tres diosas casi no se distinguen, tal vez para subrayar la dificultad de la decisión de Paris. Carecen de sus atributos que en otras obras sobre el tema ayudan a identificarlas, como el casco y el escudo de Minerva y el pavo real de Juno. Aquí no está claro cuál de ellas sea Juno y cuál sea Minerva, pero Venus debe ser la figura central. Es más sugestivamente seductora y también a quien apunta Cupido.
Un boceto de la composición, datado por la mayoría de los estudiosos entre 1527 y 1530, sirvió probablemente como idea preliminar para la pintura del Museo Metropolitano y para otras variantes similares.

## Contexto
A mediados del siglo XII, el poeta francés Benoît de Sainte-Maure escribió el Romance de Troya (Roman de Troie), que se basó en De excidio Trojæ historia de Dares Frigio, sacerdote del culto a Hefesto y supuesto testigo ocular de la destrucción de Troya. Otro romance muy divulgado en la época fue la Historia Destructionis Troiae (Historia de la destrucción de Troya) de Guido delle Colonne del siglo XIII. Cranach debe haber conocido el relato de Dares o los romances medievales, pues su Juicio de Paris sigue dos trazos distintivos de estos textos: Paris aparece como guerrero, y no como el pastor de las fuentes antiguas, y el encuentro de Paris con Mercurio y las tres diosas ocurre en un sueño. El texto de Guido también suministra otros detalles específicos adoptados por Cranach: la configuración boscosa del monte Ida, el caballo del joven amarrado cerca de un árbol y las diosas se presentan desnudas ante Paris.
La representación del tema por Cranach fue influenciada por grabados anteriores, incluyendo un grabado de hacia 1460 del Maestro de las Banderolas. Un grabado de la edición de 1502, en Wittenberg, de la Bellum Troianum (Guerra de Troya) de Dares Frigio también suministró un precedente visual para la primera pintura de Cranach sobre el tema, un grabado firmado y datado en 1508, en que las diosas estaban también desnudas. Para la pose de las diosas, el artista se inspiró en Victoria y Fama de Jacopo de'Barbari, un grabado de 1498-1500 que circuló en Núremberg. El grabado de Cranach, por su parte, sirvió de modelo a por lo menos una docena de versiones pintadas por él mismo y por su taller, comenzando por su pintura de hacia 1510 que está en el Museo de Arte Kimbell, en Fort Worth, siendo la obra que está en el Museo Metropolitano una versión muy posterior.

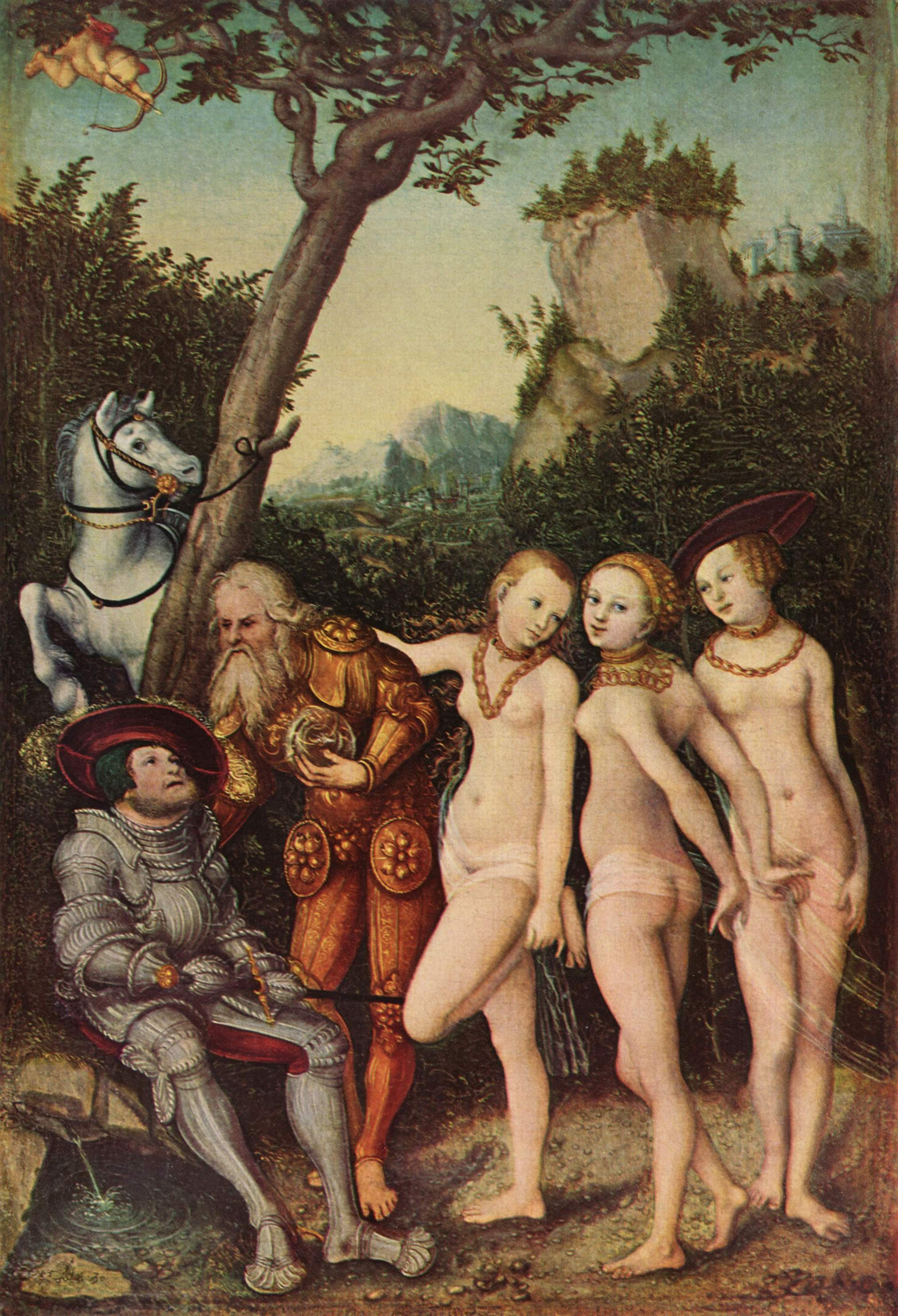
El Juicio de Paris (1530), Lucas Cranach, Staatliche Kunsthalle de Karlsruhe.

## Interpretación
Una de las cuestiones más intrigantes acerca de esta obra, y de las otras variantes sobre el mismo tema, es su significado profundo en el contexto de su creación. El tema fue popular entre los humanistas alemanes, y Matsche (1996) defiende que el dilema de Paris corresponde a la difícil elección del tipo de vida que cada uno debe perseguir: una vida contemplativa, representada por Minerva, una vida activa, representada por Juno, o una vida voluptuosa, representada por Venus. La vida contemplativa era considerada la más elevada, pero también la más ardua. La elección equivocada de Paris podría haber servido de aviso al espectador contra el poder de Venus y de los placeres sensuales.
Una alternativa a la interpretación humanista fue sugerida por Hinz (1994), que argumentó que, para que la anterior interpretación sea válida, las diosas deberían ser claramente identificables para asociarlas a los modos de vida alternativos. No siéndolo, consideraba la semejanza de las diosas como una tentativa de "provocar un juego de ideas y significados", y tal vez introducir un elemento de ambigüedad, lo que contrasta con el humanismo riguroso que se encuentra en las pinturas de artistas contemporáneos como Durero y Burgkmair.
El tema también puede ser entendido en un contexto social y no filosófico. El-Himoud-Sperlich (1977) interpretó estas pinturas de Cranach como adornos de dormitorio, donde pueden haber servido no como aviso para los hombres, sino como confirmación para las mujeres de que sus maridos han renunciado a las ventajas que podrían derivarse de haberse casado con una mujer más inteligente, o más rica, en lugar de elegir el amor y la belleza.
Una tercera interpretación, interesante, pero controvertida, es la sugerida por Nickel (1981) como teniendo un significado alquímico, en que las diosas representan las tres etapas de la llamada 'gran Obra', o sea, la conversión de metales básicos en oro. Su argumentación sin embargo aún no ha sido defendida o refutada por otros estudiosos basándose en discusiones posteriores sobre la alquimia.
Existen claramente varios significados posibles para el tema. Su popularidad, evidenciada por el número significativo de versiones supervivientes, prueba quizás la variedad de interpretaciones ya en la época del propio Lucas Cranach.